# Вулиця Умільців
Вулиця Умі́льців — зникла вулиця, що існувала в Дарницькому районі міста Києва, місцевість село Шевченка. Пролягала від Горлівської вулиці до вулиці Чебишова. 
Прилучалися вулиці Калинівська, Кухарська та провулок Умільців.

## Історія
Вулиця виникла не пізніше кінця 1930-х років під назвою Машиністівська. Назву вулиця Умільців набула 1958 року. 
Ліквідована в середині 1980-х років у зв'язку зі знесенням малоповерхової забудови села Шевченка та частини Нової Дарниці. 